# Steve House
Steve House (ur. 4 sierpnia 1970) – amerykański alpinista, himalaista i przewodnik górski. Na stałe mieszka w La Grande, Oregon.
W 2009 zdobył nagrodę Boardman Tasker Prize for Mountain Literature za swoją książkę Beyond the Mountain.

## Życiorys
W 1995 ukończył studia na kierunku ekologia na Evergreen State College in 1995. W 1999 uzyskał certyfikat Międzynarodowej Unii Stowarzyszeń Przewodników Górskich (Union Internationale des Associations de Guides de Montagnes), jest także członkiem American Mountain Guides Association (AMGA). Pracował dla takich agencji przewodnickich jak: Exum Mountain Guides, the American Alpine Institute i North Cascades Mountain Guides. Obecnie pracuje jako niezależny przewodnik górski.
House jest pracownikiem (i od 1999 roku ambasadorem) firmy Patagonia, w której zajmuje się marketingiem, projektowaniem wyrobów i testami. Przez Reinholda Messnera nazwany został „najlepszym współczesnym alpinistą świata”.
25 marca 2010 podczas wspinaczki na Mount Temple House uległ poważnemu wypadkowi, spadając z wysokości 25 metrów. Złamał sześć żeber, przebił prawe płuco, złamał miednicę oraz uszkodził kilka kręgów.

## Styl alpejski
House jest znany z propagowanego przez niego stylu alpejskiego, który zakłada szybkie wspinanie z małą ilością sprzętu, bez tlenu i bez porzucania zbędnego wyposażenia podczas zdobywania szczytu. Kiedy w 2004 roku rosyjski zespół otrzymał nagrodę Złotego Czekana, House skrytykował alpinistów za, jego zdaniem, słaby i anachroniczny styl, polegający na wielotygodniowym oblężeniu ściany i rozwieszaniu lin poręczowych. Zwracał również uwagę, że podczas zejścia Rosjanie zostawili ponad 70 lin poręczowych pod szczytem.

## Ważniejsze osiągnięcia
- 2000 – droga Slovak Direct na Denali (McKinley), Alaska (partnerzy: Mark Twight i Scott Backes, szybkie wejście w 60 godzin).
- 2003 – droga Talkeetna Standard na Eye Tooth, Alaska Range, Alaska (partner: Jeff Hollenbaugh).
- 2003 – droga Roberts-Rowell-Ward na Mount Dickey, Alaska (drugie przejście, partner: Jeff Hollenbaugh).
- 2004 – południowo-zachodnia ściana K7, dolina Charakusa, Karakorum, Pakistan (drugie wejście na ten szczyt i pierwsze przejście drogi, samotnie). Za to wejście otrzymał nagrodę publiczności podczas wręczenia Złotego Czekana w 2004 roku.
- 2005 – Filar Centralny ściany Rupal na Nanga Parbat, północny Pakistan (partner: Vince Anderson). Bardzo trudna droga o długości ponad 4000 m, pokonana w niezwykle szybkim czasie, która przyniosła zdobywcom nagrodę Złotego Czekana.
- 2007 – wytyczenie drogi House-Haley na Emperor Face w Kanadzie (partner: Colin Haley).
- 2007 – pierwsze wejście na szczyt K7 West (6858m), dolina Charakusa, Karakorum, Pakistan (partnerzy: Vince Anderson i Marko Prezelj).
- 2008 – wytyczenie drogi House-Anderson na północnej ścianie Mount Alberta w Kanadzie.